# هرادک (ناحیه زنویمو)
هرادک (به چکی: Hrádek) یک منطقهٔ مسکونی در جمهوری چک است که در ناحیه زنویمو واقع شده‌است. هرادک ۲۱٫۶۸ کیلومتر مربع مساحت و ۹۲۹ نفر جمعیت دارد و ۲۰۰ متر بالاتر از سطح دریا واقع شده‌است.